# Schwanheide
Schwanheide település Németországban, Mecklenburg-Elő-Pomeránia tartományban. Lakosainak száma 710 fő (2023. december 31.).

## Népesség
A település népességének változása:
| Lakosok száma | 718  | 734  | 741  | 723  | 710  |
|               | 2017 | 2019 | 2021 | 2022 | 2023 |